# Joaquim
Joaquim Henrique Pereira Silva (ur. 28 grudnia 1998 w Muriaé) – brazylijski piłkarz występujący na pozycji środkowego obrońcy, od 2024 roku zawodnik meksykańskiego Tigres UANL.